# 4. озренска лака пјешадијска бригада
Четврта озренска лака пјешадијска бригада је била пјешадијска јединица Војске Републике Српске, у саставу Првог крајишког корпуса. Бригада је била смјештена у селу Возућа код Завидовића, а њена зона одговорности је била територија Српске општине Завидовићи, која је била у саставу Републике Српске. Према прелиминарним подацима, на територији коју је покривала, бригада је за вријеме ратних дејстава изгубила више од 300 бораца.

## Историја
Да би се супротставила све организованијим, синхронизованијим и опаснијим борбеним дејствима Армије Републике Босне и Херцеговине на до тада несаломиву одбрану Војске Републике Српске, у рејону Српске општине Завидовићи, са највећим насељем Возућом, коме је гравитирало комплетно становништво у непосредној околини, а у циљу рационалнијег кориштења људства, команда Војске Републике Српске је 1. новембра 1993. године извршила реорганизацију јединица. Овом реорганизацијом, између осталог формирана је и Четврта озренска лака пјешадијска бригада са три пјешадијска батаљона, која је у народу била познатија као Возућка бригада, због самог сједишта које се налазило у поменутом селу Возућа. Поред своје зоне одговорности, Четврта озренска бригада 13. октобра 1995. године преузима и зону одговорности 43. моторизоване приједорске бригаде у дужини од шест километара, на ратишту општине Градачац.
За успјешну одбрану на ратишту у долини Криваје, крајем године одликована је Четврта озренска бригада медаљом Петар Мркоњић.

## Састав
Четврта озренска лака пјешадијска бригада је бројала 1.200 бораца, распоређених по четама на линији одбране дугој 30 километара, са пет-шест километара незапосједнутог, тешко приступачног терена покривеног минама између Царине и Каменичке премети. У свом саставу бригада је имала:
- 1. пјешадијски батаљон, командант Његомир Његомировић,[1]
- 2. пјешадијски батаљон, командант Младен Савић,
- 3. пјешадијски батаљон, командант Зденко Станковић,
- Ударни батаљон, командант Зоран Благојевић,
- Извиђачко диверзантски вод „Шубаре”, командант Станко Пејић,
- Извиђачко диверзантски вод „Швабе”, командант Драган Трипуновић,[4]
- Извиђачко диверзантски вод „Лозна”, командант Зоран Петковић.[3]

## Битка за Возућу
Четврта озренска бригада је имала велики удио током одбране матичног простора, то јест акције под називом битка за Возућу. Армија Републике Босне и Херцеговине је за циљ имала протјерати српско становништво и населити муслиманске избјеглице из Сребренице и Жепе, али и отворити пролаз за напад на Добој; међутим, потписивањем Дејтонског споразума у децембру 1995. окончан је рат, те су припреме за напад на Добој обустављене. Ел Муџахид одред, састављен од страних и босанскохерцеговачких исламиста, био је кључан за заузимању Возуће. Након пада Возуће почињен је покољ над рањеницима и заробљеницима, а српско становништво је протјерано са тог простора.